# Qbuzz
Qbuzz is een Nederlandse vervoersmaatschappij. De hoofdvestiging is sinds de oprichting in april 2008 gevestigd bij station Amersfoort Centraal (achterzijde). Op 31 augustus 2017 werden alle aandelen van Qbuzz BV overgenomen door de Italiaanse vervoermaatschappij BusItalia, een onderdeel van de Ferrovie dello Stato Italiane (FS), de Italiaanse staatsspoorwegmaatschappij.

## Geschiedenis
Qbuzz is in april 2008 opgericht door Rob van Holten en Leon Struijk, die eerder dat jaar uit de Raad van bestuur van Connexxion waren gestapt. De Nederlandse Spoorwegen namen een belang van 49% in Qbuzz. Andere busvervoerders vonden dit oneerlijke concurrentie, omdat de Staat der Nederlanden eigenaar is van alle aandelen van de NS, waardoor het bedrijf indirect staatssteun zou kunnen krijgen. De rechter oordeelde in diverse rechtszaken in het voordeel van Qbuzz.
Bij de start in 2008 kondigde Qbuzz na acht jaar een kwart van de Nederlandse busmarkt in handen te willen hebben.
In juli 2012 werd bekend dat de NS de overige 51% aandelen van Qbuzz zou willen overnemen. De NS was van plan het bedrijf in de toekomst samen te voegen met de Britse dochteronderneming Abellio. Met deze actie wilde NS een sterke aanbestedingsdochter ontwikkelen die zich in Nederland en de rest van Europa zou kunnen richten op het binnenhalen van bus- en spoorlijnen. In maart 2013 heeft de NS het overnameplan voorgelegd aan zijn ondernemingsraad, waarna op 29 april 2013 de overname werd afgerond.
Rob van Holten ging vervolgens naar HTM Personenvervoer. Leon Struijk bleef tot 1 februari 2015 de directeur van Qbuzz en werd toen opgevolgd door Annemarie Zuidberg–Tabak, die al sinds de start van Qbuzz regionaal directeur van de Noordelijke concessies was. Zuidberg werd tevens directeur van Abellio Nederland. Op 1 september 2015 werd Jan Kouwenhoven benoemd tot directeur en werd Gerrit Spijksma CFO van het bedrijf met de taak om het beschadigde imago van Qbuzz te herstellen. Qbuzz/Abellio was aangeklaagd voor fraude bij de aanbesteding van het openbaar vervoer in Limburg.
Sinds 23 mei 2025 is Annemarie Zuidberg-Tabak de nieuwe CEO van Qbuzz. Ze heeft het stokje overgenomen van Fabrizio Favara, die ad interim CEO was, sinds het aftreden van Gerrit Spijksma in 2024.

## Verkoop
In augustus 2015 bleek dat Qbuzz mogelijk in handen zou komen van de Franse spoorwegen, de SNCF. De NS wilde het bedrijf afstoten in ruil voor aandelen in de hogesnelheidslijn Thalys. De verkoop zou een direct gevolg zijn van het aanbestedingsdebacle in Limburg. Deze verkoop ging niet door, maar in juli 2017 werd bekend dat de NS (behoudens toestemming van de Autoriteit Consument en Markt) een nieuwe eigenaar had gevonden voor Qbuzz. Op 13 juli 2017 tekende BusItalia de koopovereenkomst. Het bedrijf is onderdeel van Ferrovie dello Stato, de FS Group die actief is in het openbaar vervoer in een aantal landen.

## Reisinformatie
Qbuzz biedt verschillende mogelijkheden aan de reiziger aan om op de hoogte gebracht te worden van actuele vertrektijden, vertragingen en storingen. Naast informatie op haltepalen, bushokjes en DRIS-systemen, zijn alle bussen voorzien van automatische halte-afroep en één of meerdere TFT schermen waarop de eerstvolgende haltes te zien zijn. Sinds oktober 2011 tonen deze schermen ook de aansluitende treinen. Actuele reisinformatie is ook op te vragen via een SMS-service. De informatie op de TFT schermen en ook de bestemmingsfilm (lijnnummer + bestemming op de buitenzijde) wordt aangestuurd door Qbis (Qbuzz Bus Informatie Systeem), een aangepaste versie van Infoxx, het systeem dat Connexxion gebruikt. De chauffeur kan het systeem bedienen met een klein touchscreen scherm op het dashboard en hij kan onderweg zien welke haltes aangedaan moeten worden en of op tijd wordt gereden. Ook kan contact gemaakt worden met de RVL (Regionale verkeersleiding). Qbuzz maakt gebruik van regionale verkeersleidingen. Elke concessie heeft op deze manier verkeersleiders in dienst die verbonden zijn aan de concessie en de situaties ter plaatse goed kennen. De regionale verkeersleiding van Qbuzz Zuidoost-Fryslân was gevestigd op industrieterrein Azeven in Drachten. De regionale verkeersleiding van Qbuzz Groningen/Drenthe is gevestigd in het concessiekantoor in Groningen. De verkeersleiding voor de regio's Utrecht en Drechtsteden, Molenlanden, Gorinchem (DMG) bevindt zich op het bus en tram depot aan de Remiseweg in Nieuwegein. Met behulp van GPS kan de exacte locatie van de bus bepaald worden.

## Naam en huisstijl
Directeur Rob van Holten had in eerste instantie de naam Antiloop in gedachten voor het busbedrijf. Dit was marketingtechnisch echter ongeschikt.
Qbuzz kan zowel op de Nederlandse manier Kubus, als op de Engelse manier Kjoe - buzz uitgesproken worden. De Q is een verwijzing naar Quality, Engels voor kwaliteit. Buzz staat voor bus. De dubbele Z op het eind zou de naam een eigentijds karakter moeten geven, dat met name jonge reizigers aan zou moeten spreken.
De huisstijl is gebaseerd op de kleuren van de prinsenvlag (oranje, blanje, bleu oftewel oranje, wit en blauw). Alleen in Friesland reden de MAN Lion's City bussen in deze huisstijl in combinatie met een aantal regionale kenmerken, waaronder een aantal pompeblêden. In de andere concessies is door de opdrachtgever een regionale huisstijl voorgeschreven.

## Activiteiten

### Groningen/Drenthe

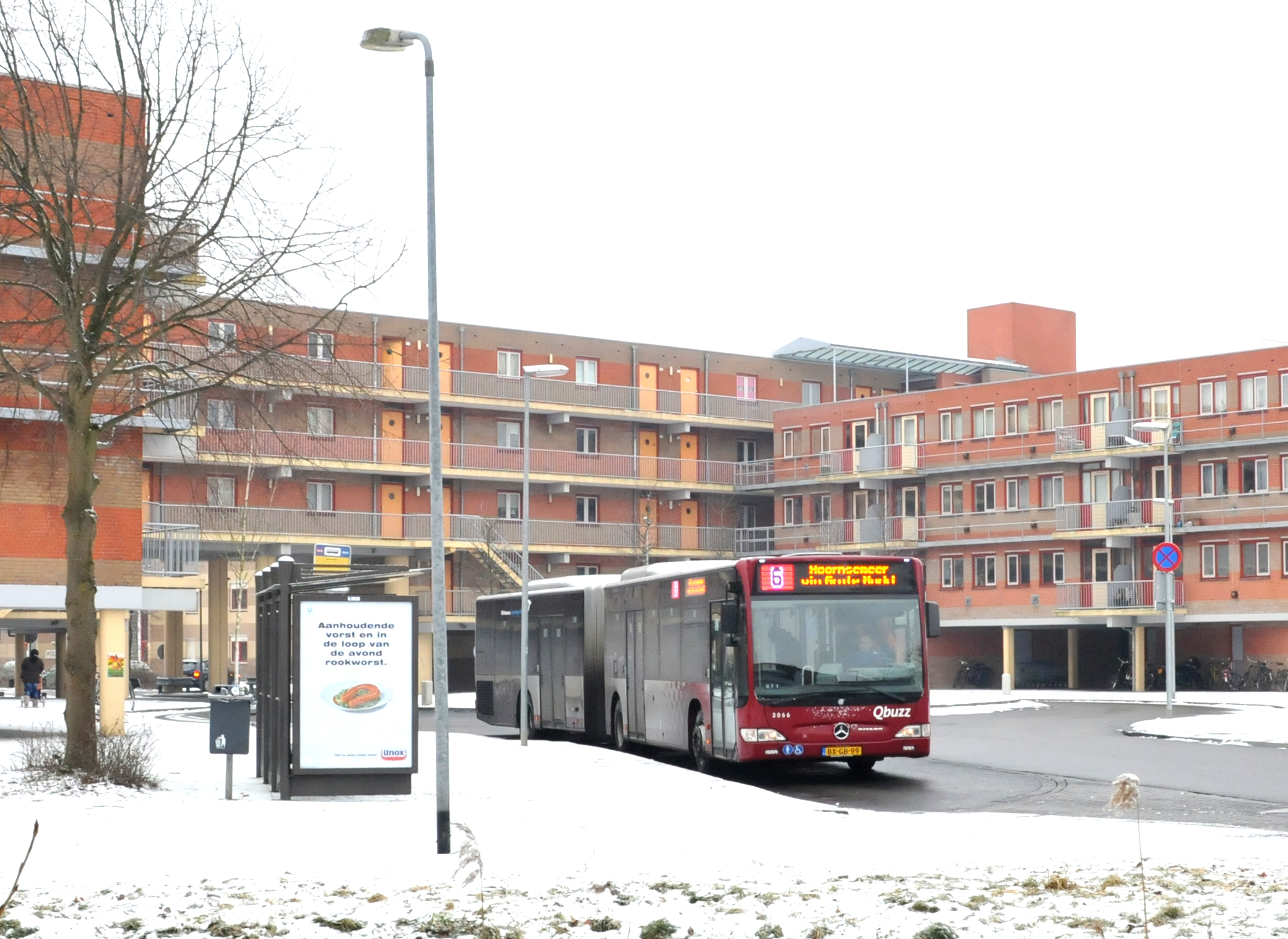
Een gelede Citaro bij halte Wibenaheerd te Groningen.

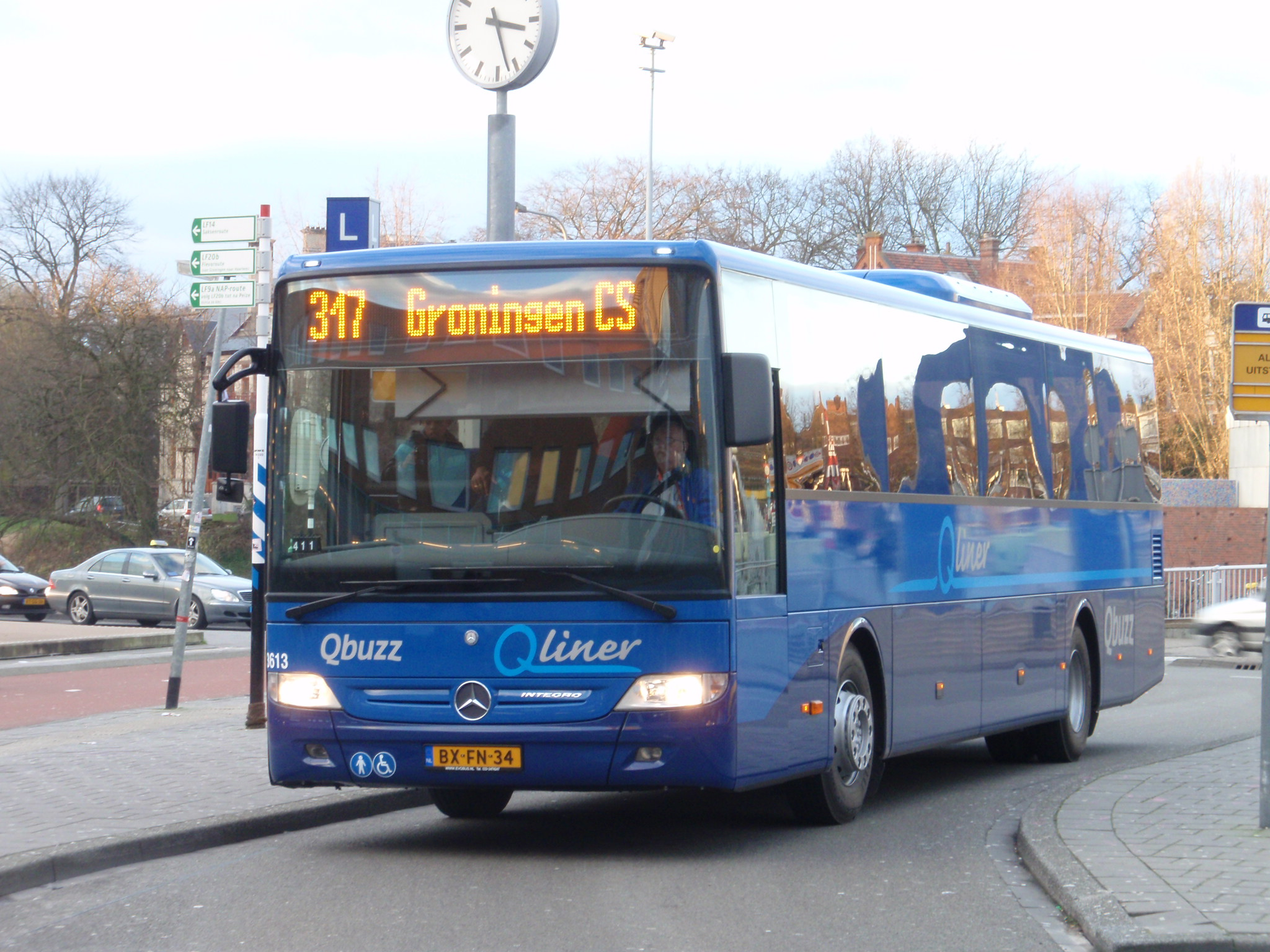
De Mercedes-Benz Integro wordt ingezet op de Qliner buslijnen.

Qbuzz exploiteert sinds 13 december 2009 vrijwel al het stads- en streekvervoer in de provincies Groningen en Drenthe in opdracht van het OV-bureau Groningen Drenthe. Voor kleinschalige lijnen, zoals buurtbussen, lijntaxi's en de stadsdiensten in Meppel en Hoogeveen zijn aparte vergunningen verleend aan lokale taxibedrijven.
Concurrenten Arriva en Connexxion hadden ook een offerte ingediend. Arriva maakte bezwaar aan tegen de gunning, maar de rechtszaak werd verloren. Door de rechtszaak had Qbuzz nog maar drie in plaats van negen maanden de tijd om zich voor te bereiden op de concessie. Mercedes-Benz kreeg de taak om 361 bussen te bouwen. Een groot deel kon op tijd geleverd worden. Het tekort werd tijdelijk opgevangen door 24 gebruikte Mercedes-Benz bussen. Er werden 43 bussen nageleverd.
In december 2012 werd het contract met twee jaar verlengd tot december 2017 en in december 2014 werd het contract nog eens verlengd tot 14 december 2019.
Vervoerder Qbuzz mag nog tien jaar, tussen 8 december 2019 en 8 december 2029, het busvervoer blijven verzorgen in de concessie Groningen Drenthe.
Om de herkenbaarheid van de stadsbussen in de stad Groningen te verhogen, voeren deze de lijnnummers met een achtergrondkleur en soms ook een witte lijn rond het cijfer. De achtergrondkleuren zijn op de streekbussen niet aanwezig.
Net buiten de stad Groningen liggen een zestal transferia, te weten:
- P+R Euroborg P3
- P+R Haren A28
- P+R Kardinge
- P+R Hoogkerk A7
- P+R Reitdiep

- P+R Meerstad

Vanaf deze terreinen reed tot 4 januari 2014 overdag om de 5, 10, 12 of 15 minuten een P+R Citybus van Qbuzz. Deze diensten werden gereden met gelede bussen van het type Mercedes-Benz Citaro. De bussen op lijn 22 tussen Euroborg/P3 en Haren/A28 hadden een eigen P+R bus huisstijl. De P+R Citybus werd vervangen door Q-link.
In Groningen en Drenthe rijdt Qbuzz zes buslijnen onder de formule Qliner en deze beginnen en eindigen allemaal op station Groningen (m.u.v. lijn 310 Assen - Veendam). De Qliners rijden naar Assen (309), Emmen (300), Drachten (304 en 314) en Stadskanaal (312). Deze worden aangevuld met Qliners van Arriva naar Bolsward (335), Drachten (324), Heerenveen (315, 324) en Emmeloord (315, 324). Eerder reden er meer Qliners, maar deze zijn onder meer vervangen door een treinverbinding (Veendam-Groningen) en Q-link lijnen. In de zomer van 2014 is een groot deel van het Qliner wagenpark vernieuwd. De vernieuwing bestaat uit 26 bussen met een lengte van 15 meter die voorzien zijn van Wi-Fi.

#### Concessie vanaf 2019
Qbuzz plaatste op 4 maart 2019 een order van 160 elektrische bussen ter een waarde van een kleine 100 miljoen euro. Het gaat om 60 bussen van het merk Ebusco, 43 bussen van het type VDL Citea; 32 stuks SLF 120, elf stuks SLFA 180 en 59 bussen van het type Heuliez GX 437 Linium ELEC bestemd voor Qlinks 3 t/m 5, schrijft het FD. Qlinks 6, 12 en 15 volgen later. Voor deze bussen werden in beide provincies in totaal 22 laadpalen geplaatst.
Qbuzz maakte in november 2019 bekend dat er 20 streekbussen op waterstof bijkomen voor de regio Groningen en in september 2020 werd bekend dat er ook nog eens tien extra streekbussen op waterstof voor de regio Emmen. Deze bussen vervangen oudere bussen op biodiesel.

#### Stallingen
De stallingen in Groningen en Drenthe zijn:
- Appingedam
- Assen
- Emmen
- Groningen
  - Bornholmstraat (tot 2017), daarna gedeeltelijk op het terrein van Arriva (Bornholmstraat 60)
  - Koningsweg 12 (2019-nu)
  - Peizerweg 97 (2019-nu)
  - Peizerweg 126 (2017-nu)
  - Hoendiep, Hoogkerk (sinds 2019)
- Hoogeveen
- Leek (tot 2020)
- Oude Pekela (sinds 2019)
- Stadskanaal
- Surhuisterveen
- Uithuizen (tot 2020)
- Veendam (tot 2020)
- Winschoten (tot 2020)
- Zoutkamp

De busstalling aan de Bornholmstraat in Groningen verhuisde eind 2015 naar een deel van het terrein van het werkvoorzieningsbedrijf Iederz aan de Peizerweg. Die stalling wordt door het OV-bureau verhuurd aan busmaatschappij Qbuzz. De bouw startte in april 2015 en het terrein werd op zondag 13 december 2015 in gebruik genomen.

### Zuid-Holland Noord
Qbuzz kampt in december 2024 met de vertraagde levering van nieuwe bussen voor de concessie Zuid-Holland Noord. Daardoor moeten tijdelijk ook bussen worden ingezet zonder in- en uitcheckapparatuur en/of met mindere toegankelijkheid voor reizigers met kinderwagens, zware bagage of rolstoelen. Ter compensatie voor het ongemak kon enkele weken gratis worden gereisd met alle bussen. Omdat een groot deel van de bestelde elektrische bussen niet op tijd geleverd werden verliep het vervoer sinds het najaar van 2024 chaotisch. Het verbeterplan voldeed niet aan de gestelde eisen en werd door de provincie afgewezen. Vervolgens werd een boete opgelegd. In april 2025 was de dienstuitvoering verbeterd door de instroom van nieuwe bussen. De uitval van ritten was verminderd, maar nog steeds niet geheel onder controle. De oplaadvoorzieningen voor elektrische bussen functioneerden niet optimaal, onder meer doordat vereiste vergunningen nog ontbraken. Veel ritten werden gereden met tweedehands dieselmaterieel (afkomstig van Arriva of uit Berlijn en Reykjavik) en hybride bussen uit Oslo. De personeelssterkte was in april nog niet op peil en de chauffeurs waren niet goed verdeeld over de verschillende (deels nieuwe) vestigingen.

### OV-chipkaart
De OV-chipkaart werd in Rotterdam in 2009 ingevoerd. Per 4 januari 2010 is de OV-chipkaart ingevoerd in Zuidoost-Fryslân. De Friese bussen zijn in december 2009 voorzien van OV-chipkaartkaartlezers. De oplaadpunten in Drachten, Heerenveen en Oosterwolde van Qbuzz zijn ongeveer 400 meter van het betreffende busstation verwijderd.
De invoering van de OV-chipkaart in Groningen en Drenthe heeft plaatsgevonden per 16 maart 2011. Oorspronkelijk zou de chipkaart al in oktober 2010 ingevoerd worden, maar doordat de chipkaartapparatuur niet op tijd kon worden geleverd, werd de invoering uitgesteld, in eerste instantie tot begin december 2010,, en later tot nader order. Voor elke maand dat de ingebruikname langer duurde, heeft het OV-bureau Groningen Drenthe een boete van 50.000 euro opgelegd.
OV-chipkaarthouders in Groningen en Drenthe kregen van het OV-bureau Groningen Drenthe van 10 juli 2013 t/m 3 september 2013 bij alle soorten OV-chipkaarten een korting van 25% op de ritprijs.
Sinds 26 juli 2014 kan een zogeheten 40/4 voordeelproduct bij Qbuzz worden gekocht. Dit product geeft 40% korting op werkdagen na 9 uur, in het weekend en tijdens de schoolvakanties de hele dag en kost vier euro voor een periode van een maand; de korting kan op iedere dag ingaan. Ze is niet geldig in combinatie met andere abonnementen of kortingsproducten. De korting geldt voor alle bussen van Groningen en Drenthe, behalve voor de nacht- en buurtbussen.

### Utrecht

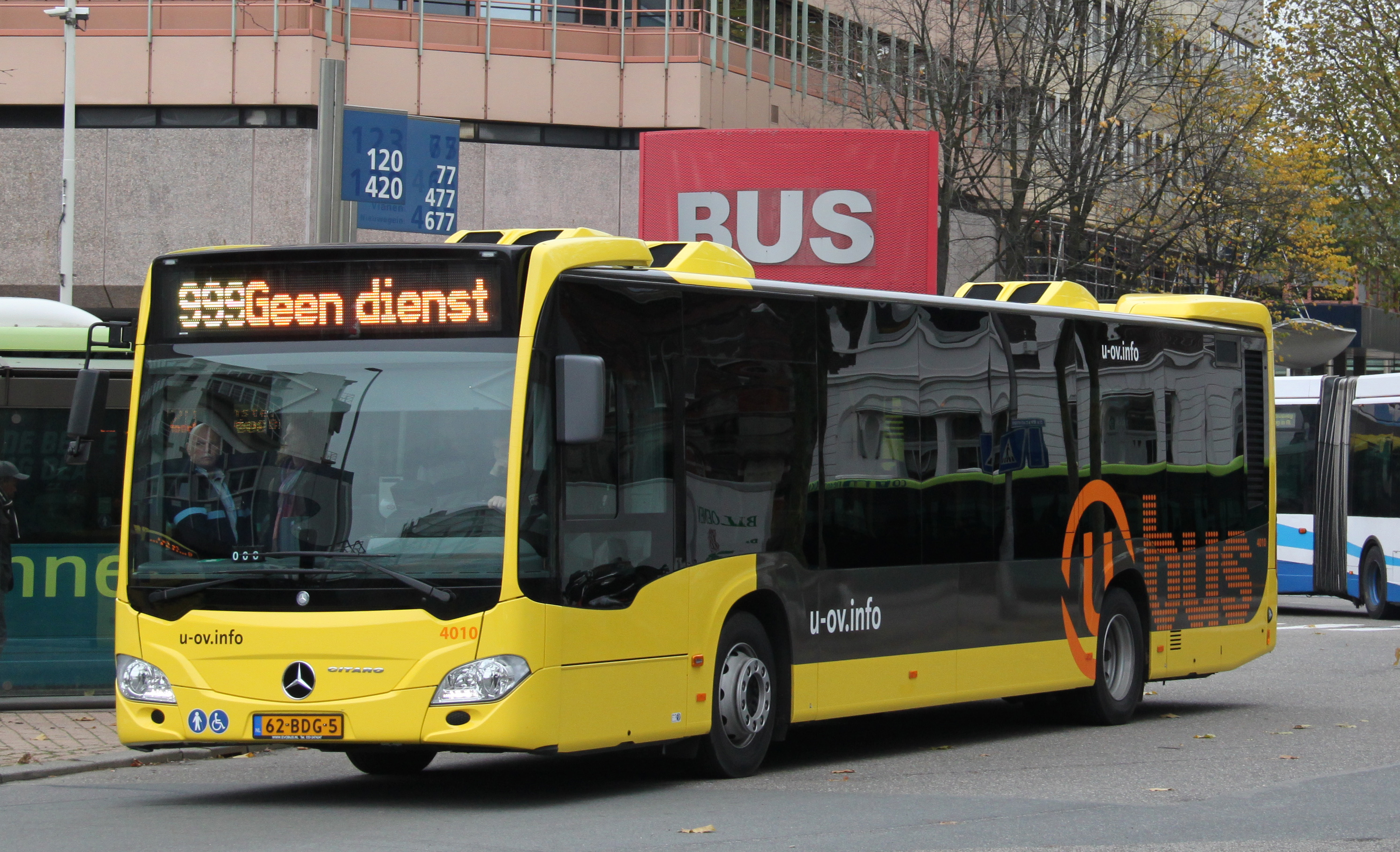
Bus van Qbuzz in U-OV huisstijl.

U-OV is de merknaam waaronder Qbuzz sinds 8 december 2013 het openbaar vervoer per bus en tram in regio Utrecht verzorgt. Deze concessie loopt tot 9 december 2023. Begin 2021 is de looptijd met twee jaar verlengd tot december 2025.
Het heeft drie jaar geduurd voordat Qbuzz uiteindelijk voor de Regio Utrecht (BRU) mocht gaan rijden. Connexxion, de vervoerder in dat gebied, spande rechtszaken aan tegen de gunning aan Qbuzz. Op 4 oktober 2010 gunde het BRU de concessie voor het eerst aan Qbuzz met als ingangsdatum 11 december 2011. Hier tegen maakte Connexxion bezwaar en het besluit werd geschorst. Op 29 augustus 2011 besloot men de concessie opnieuw aan Qbuzz toe te kennen. De ingangsdatum was inmiddels verschoven naar 9 december 2012.
Connexxion stapte in oktober 2011 naar de rechter en wilde dat de aanbestedingsprocedure opnieuw wordt gedaan. Het College van Beroep voor het bedrijfsleven schorste de gunning aan Qbuzz opnieuw, omdat volgens deze rechter Connexxion geen eerlijke kans heeft gehad van het BRU.
Op 8 oktober 2012 werd bekend dat ook in de nieuwe aanbesteding de concessie aan Qbuzz werd toegekend. Connexxion maakte hiertegen weer bezwaar. In januari 2013 maakte het BRU bekend dat de bezwaren van Connexxion ongegrond werden verklaard. Connexxion stapte daarop opnieuw naar de rechter. Op 2 mei 2013 heeft het College van Beroep voor het bedrijfsleven beslist dat de gunning van de concessie aan Qbuzz in stand blijft.

### Drechtsteden, Molenlanden, Gorinchem (DMG)
De provincie Zuid-Holland heeft op 10 januari 2018 bekendgemaakt dat Qbuzz het beste voldaan heeft aan de eis voor een toekomstvast netwerk van OV, dat bovendien goed aansluit bij de vraag in de regio. De nieuwe concessie geldt voor een periode van acht jaar, met twee keer een optie tot verlenging (in 2022 is de concessie met de maximale termijn verlengd)  Op 21 februari 2018, na de wettelijke bezwaarperiode van zes weken, werd bekend dat de gunning definitief was. Wel werd een voorbehoud gemaakt voor het gebied Vijfheerenlanden omdat de nieuw te vormen gemeente alhier tot de provincie Utrecht gaat behoren. Een van de veranderingen die Qbuzz in de regio heeft aangebracht is dat ze in deze regio gedeeltelijk onder de naam R-net zijn gaan rijden; ook is Qbuzz gestart met een nieuwe snelbusformule onder de naam: 'snelBuzz'.
De concessie DMG loopt tot 10 december 2033 na een verlenging van 7 jaar in 2022 (de oorspronkelijke concessie liep tot 12 december 2026). 

### Treindiensten
In het DMG gebied rijdt Qbuzz de volgende treinseries (MerwedeLingelijn):
| Serie | Treinsoort        | Route                                | Bijzonderheden                                                           |
| ----- | ----------------- | ------------------------------------ | ------------------------------------------------------------------------ |
| 7100  | Stoptrein (Qbuzz) | Dordrecht – Gorinchem                | Rijdt onder de formule van R-net. Stopt niet in Hardinxveld Blauwe Zoom. |
| 7200  | Stoptrein (Qbuzz) | Dordrecht – Gorinchem – Geldermalsen | Rijdt onder de formule van R-net.                                        |

#### Hogesnelheidstreinen
In november 2023 deed Qbuzz een aanvraag bij de ACM om vanaf januari 2027 6 dagelijkse hst-treinparen te rijden tussen Amsterdam en Frankfurt met ETR 1000-treinen.

## Voormalige activiteiten

### Streekvervoer rond Rotterdam
Qbuzz exploiteerde van 14 december 2008 tot en met 8 december 2012 het busvervoer in een gedeelte van Stadsregio Rotterdam. Dit betrof een aantal Rotterdamse streeklijnen van en naar Dordrecht, Barendrecht, Rhoon, Krimpen aan den IJssel, Lansingerland, Pijnacker, Delft, Maassluis, Ridderkerk en Vlaardingen. Qbuzz was hier de enige inschrijver. De concessie had slechts een looptijd van drie jaar omdat de opdrachtgever de buslijnen wilde integreren in het Rotterdamse stadsvervoer, uitgevoerd door de RET. De MAN bussen zijn na afloop door de RET overgenomen.
Qbuzz maakte in de zomer van 2011 bekend dat het bedrijf samen met het openbaarvervoerbedrijf RET de joint venture RETbuzz wilde oprichten om samen een offerte te kunnen indienen bij de aanbesteding van het busvervoer in de Stadsregio Rotterdam. Deze samenwerking kwam niet tot stand.

### Stadsvervoer rond Den Haag
Qbuzz richtte samen met de HTM de joint venture HTMbuzz op om gezamenlijk te kunnen bieden op het busvervoer in de regio Haaglanden. Deze concessie won het bedrijf, maar de vakbond Abvakabo FNV maakte daartegen bezwaar uit vrees dat de arbeidsvoorwaarden voor het personeel zouden veranderen. Dit bezwaar werd verworpen.
Op 15 oktober 2013 nam de NS 49% van de aandelen van HTM over. NS was echter ook 100% eigenaar van Qbuzz. Qbuzz besloot daarop haar aandelen in HTMbuzz over te dragen aan HTM. Hierdoor is HTMbuzz 100% eigendom geworden van HTM.

### Zuidoost Fryslân

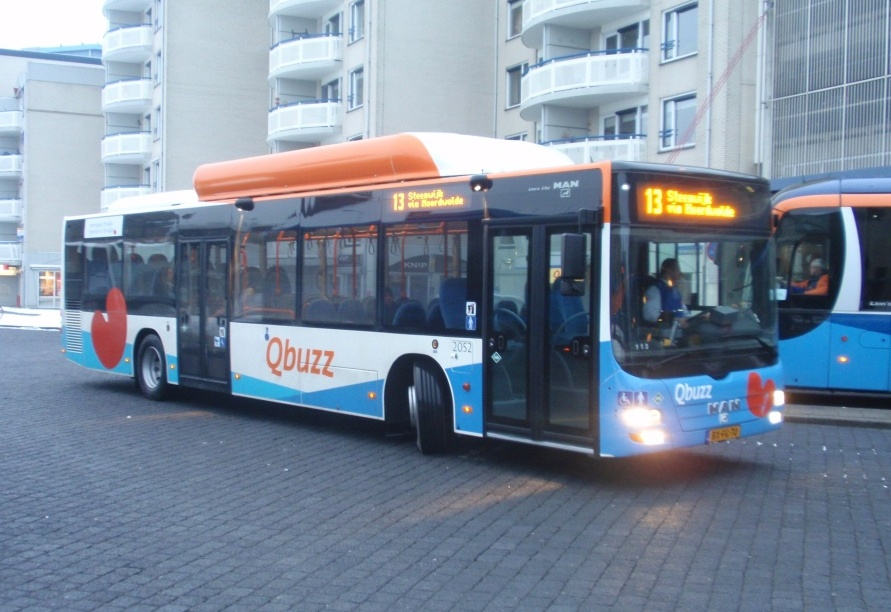
Een MAN Lion's City CNG op busstation Van Knobelsdorffplein in Drachten.

Deze concessie liep van 14 december 2008 tot en met 10 december 2016 en bevatte een aantal buslijnen in de gemeenten Achtkarspelen, Heerenveen, Ooststellingwerf, Opsterland, Smallingerland, Tietjerksteradeel en Weststellingwerf. Tussen Heerenveen en Drachten reed men Qliner lijn 310. Eerder reed er ook een Qliner tussen Drachten en Leeuwarden (lijn 320).
Het eerste jaar mocht er vrijwel niets wijzigen aan de dienstregeling. Een jaar later presenteerde het bedrijf een compleet nieuw lijnennet. Routes werden samengevoegd, waardoor er meer rechtstreekse verbindingen ontstonden. Ook kwamen er nieuwe verbindingen, waaronder schoolbuslijnen en een verbinding van Drachten naar Noordwolde via Gorredijk en Oldeberkoop. In de jaren erna werd de dienstregeling diverse malen aangepast. Sommige lijnen werden (weer) opgesplitst en er werden ritten toegevoegd of geschrapt.
De laatste grote verandering was op de verbinding Leeuwarden - Drachten op 1 maart 2015. Enkele lijnen werden opgesplitst in Drachten en de Qliner 320 werd vervangen door lijn 120 en 121. Voor deze twee lijnen schafte de vervoerder zeven nieuwe Mercedes-Benz Intouro bussen aan die in de zomer van 2015 in dienst kwamen. Deze bussen gingen eind 2016 over naar de nieuwe concessie, die inmiddels in handen is van Arriva. Ook Qliner 320 keerde terug, maar deze werd vanuit Drachten doorgetrokken naar Heerenveen en nam dus het traject van de oude Qliner 310 over.
De provincie hoefde Qbuzz geen extra geld te geven om de gestegen kosten tussen 2014 en 2016 ter compenseren voor de busdiensten in Zuidoost Fryslân.

## Wagenpark

### Busmaterieel
Op de buslijnen in Zuidoost-Fryslân reden bussen van MAN en Mercedes-Benz. De MAN bussen zijn gebouwd in Ankara en afgebouwd in Vianen. De MAN's werden onderhouden door Wierda bedrijfswagens in Drachten. In Groningen/Drenthe wordt gereden met geleasede bussen van Mercedes-Benz, die worden onderhouden door Wensink.
Vanaf de dienstregeling 2020 rijdt Qbuzz in de concessie Groningen-Drenthe (GD) met in totaal 164 elektrische bussen van drie leveranciers, terwijl ook in de concessie Regio Utrecht 55 e-bussen rijden, naast dertien oudere voertuigen. In de concessie DMG rijdt de vervoerder sinds mei 2019 al met een volledig elektrische stadsdienst in Dordrecht en Gorinchem, bestaande uit respectievelijk 37 en twee exemplaren. Daarmee rijden vanaf december 2019 zo’n 300 ZE-bussen van Qbuzz door Nederland, op een totale busvloot van ongeveer 750.
Qbuzz nummert zijn voertuigen op basis van de concessie waarvoor ze zijn besteld. Elk concessiegebied heeft een eigen duizendtal. 0XXX wordt gebruikt voor alle concessies, 1XXX werd tot en met 2012 gebruikt voor Rotterdam en sinds 2024 voor Fryslân, 2XXX werd tot en met 2016 gebruikt voor Zuidoost-Fryslân en sinds 2024 voor tijdelijk materieel, 3XXX werd tot eind 2019 gebruikt voor Groningen/Drenthe, 4XXX voor de Regio Utrecht, 5XXX voor de van Connexxion overgenomen trams in de Regio Utrecht, 6XXX voor DMG, 7XXX voor Groningen/Drenthe vanaf 2019 en 8XXX voor Zuid-Holland Noord.
| Series | Totaal aantal | Aantal in dienst | Type                                       | Bouwjaar                     | Inzetgebied                                                                              | Opmerkingen | Afbeelding |
| --- | ------------- | ---------------- | ------------------------------------------ | ---------------------------- | ---------------------------------------------------------------------------------------- | --- | ---------- |
| (4)01-(4)10 | 10            | 0                | Volvo 8700                                 | 2008                         | Zuidoost-Fryslân                                                                         | In Zuidoost-Friesland werd van 14 december 2008 tot en met 13 december 2009 een tiental nieuwe Poolse Volvo 8700-bussen gehuurd van bussenhandelaar Womy in afwachting van de MAN aardgasbussen. De bussen bleven hierna in Nederland: Ze werden vanaf begin 2010 gehuurd door Novio voor inzet bij Breng in Nijmegen en sinds begin 2013 rijden ze bij Connexxion en daarna OV Regio IJsselmond in IJsselmond. |            |
| 610, 652, 676 | 3             | 0                | Berkhof Duvedec                            |                              | Rotterdam e.o.                                                                           | Als reservevloot had Qbuzz in de beginperiode voor Rotterdam een aantal voormalige RET-bussen van het type Den Oudsten Alliance B95 ter beschikking uit de serie 801-835 uit 1996/1997. Dit was met name omdat de nieuwe bussen nog geen OV-chipkaartlezers ingebouwd hadden. Ook reden hier een tijdje drie Volvo B10B-55/Berkhof Duvedec-bussen uit 1992/1993. |            |
| 801, 802, 804-807, 809-811, 813, 816, 818-820, 822, 823, 825-827, 829-834 | 21            | 0                | Den Oudsten B96                            |                              | Rotterdam e.o.                                                                           | Als reservevloot had Qbuzz in de beginperiode voor Rotterdam een aantal voormalige RET-bussen van het type Den Oudsten Alliance B95 ter beschikking uit de serie 801-835 uit 1996/1997. Dit was met name omdat de nieuwe bussen nog geen OV-chipkaartlezers ingebouwd hadden. Ook reden hier een tijdje drie Volvo B10B-55/Berkhof Duvedec-bussen uit 1992/1993. |            |
| 1001-1100 incompleet | 100           | 0                | MAN Lion's City TÜ (A78)                   | 2008                         | Rotterdam e.o.                                                                           | Op grond van de concessievoorwaarden mochten de bussen niet in de Qbuzz huisstijl rijden. Wel hadden ze een paar stroken in de huisstijlkleuren aan de zijkant. De 1057 ontbreekt. De serie liep oorspronkelijk tot en met 1100, maar een aantal wagens is nooit door Qbuzz afgenomen. De 1091, 1093 en 1099 reden eerst wel in Rotterdam, maar verhuisden per januari 2011 naar Zuidoost Friesland. De 1093 is later verloren gegaan door een brand in Oosterwolde. De 1091 en 1099 zijn in december 2012 naar de dealer teruggegaan en later overgenomen door Veolia Transport. 1092 en 1094 rijden bij Drenthe Tours in de rood/grijze kleurstelling van het OV-bureau Groningen Drenthe, deze bussen worden ingezet op lijn 33 tussen Hoogeveen en Coevorden en rijden in opdracht van taxibedrijf De Vier Gewesten in de concessie Kleinschalig OV Groningen-Drenthe. 1057, 1095, 1096, 1097 reden bij Besseling Tours als 301-304, die in Syntus Gelderland huisstijl reden aangezien deze in de concessie Veluwe zijn ingezet. 1098 is nooit in dienst gekomen en is in januari 2012 naar Duitsland geëxporteerd (in dienst bij DB Oberbayern). De 1100 heeft bij Connexxion gereden en is ook uit dienst. Alle bussen (1001-1056, 1058-1090) zijn per 9 december 2012 overgenomen door de RET. De 1031 ging in 2020 over als museumbus naar RoMeO in Qbuzz of RET uitvoering gebracht. |            |
| 1001-1054 | 54            | 54               | Iveco Bus Crossway LE 10.8 m (facelift)    | 2024                         | Fryslân                                                                                  | |            |
| 1039 | 1             | 0                | Optare Solo SR                             | 2013                         | Bestuur Regio Utrecht (U-OV) (lijn 2)                                                    | Diesel minibus, werd tijdelijk gebruikt voor lijn 2. |            |
| 1075-1077 | 3             | 3                | BYD K7U                                    | 2018                         | Fryslân                                                                                  | Ex-Connexxion 7556, 7569 en 7561 |            |
| 1151-1157 | 7             | 7                | BYD K9                                     | 2013                         | Fryslân                                                                                  | Ex Arriva 3001-3006 en 139 |            |
| 1158, 1159 | 2             | 2                | Volvo 7900 Electric                        | 2020                         | Fryslân                                                                                  | |            |
| 1301-1306 | 6             | 6                | VDL Citea SLFA-180 electric                | 2018                         | Fryslân                                                                                  | Ex Arriva 8621-8626 |            |
| 1401-1508 | 108           | 108              | Iveco Bus Crossway LE 13 m (facelift)      | 2024                         | Fryslân                                                                                  | |            |
| 1651-1687 | 37            | 37               | Iveco Bus Crossway Pro NF 13 m (facelift)  | 2024                         | Fryslân (Qliner)                                                                         | |            |
| 1901-1917 | 17            | 17               | Altas Cityline                             | 2024                         | Fryslân                                                                                  | |            |
| 1921-1924 | 4             | 4                | Tribus Civitas                             | 2019                         | Fryslân                                                                                  | Ex Pouw Vervoer/Syntus Utrecht 134-137 |            |
| 1925-1931 | 7             | 7                | Tribus Civitas                             | 2024                         | Fryslân                                                                                  | |            |
| 2001-2041 serie incompleet | 41            | 0                | MAN Lion's City TÜ (A78)                   | 2008                         | Zuidoost-Fryslân                                                                         | De Friese bussen waren te herkennen aan de huisstijl van Qbuzz inclusief pompeblêden. De 2026 is wegens schade tijdens de import nooit bij Qbuzz in dienst gekomen (werd daarna hersteld en reed vanaf eind 2012 enige tijd als Arriva Touring 276). Op 24 november 2011 zijn door een brand bij de remise van Qbuzz in Oosterwolde de 2012, 2017 en 2035 verloren gegaan. De 2010 reed op 6 januari 2014 bij Nij Beets tegen een boom en is retour gegaan naar MAN (bus is niet gerepareerd). Op 8 december 2016 raakte de 2030 betrokken bij een ongeval nabij Burgum. Ook deze is onherstelbaar beschadigd geraakt. Na afloop zijn alle overgebleven bussen geëxporteerd. |            |
| 2042-2048 | 7             | 0                | MAN Lion's Regio C (R14)                   | 2008                         | Zuidoost-Fryslân                                                                         | Werden tot 9 december 2012 ingezet op de Qliners en waren ingericht als T100-bus. Het vierjarige leasecontract werd na afloop niet verlengd. De bussen zijn naar MAN terug gestuurd en zijn in april 2013 verkocht aan onder andere Gebo Tours en Smit Reizen. Op de Friese Qliners van Qbuzz werden sindsdien bussen uit de 36xx serie ingezet. |            |
| 2050-2056 | 7             | 0                | MAN Lion's City CNG (A21)                  | 2009                         | Zuidoost-Fryslân                                                                         | Na afloop van de concessie zijn deze bussen geëxporteerd. |            |
| 2101-2104 | 4             | 0                | Den Oudsten Alliance                       | 1999                         | Zuidoost-Fryslân                                                                         | Van mei t/m december 2010 had Qbuzz de beschikking over vier Den Oudsten Alliance-bussen. Deze bussen werden gehuurd van bushandelaar Womy en waren bedoeld voor de scholierenlijnen in Zuidoost Friesland. 2101 = ex-Connexion 2552, 2102= ex-Connexion 2537, 2103 = ex-Connexxion 2460 en 2104 = ex-Connexxion 2539. De bussen waren om verkooptechnische redenen door Womy geel gespoten en voorzien van stoelen uit een Hermes bus. Deze bussen zijn in januari 2011 geëxporteerd naar Tuzla in Bosnië. |            |
| 2201, 2204 | 2             | 2                | Mercedes-Benz Citaro G                     | 2017                         | Regio Utrecht                                                                            | Deze bus is niet van Qbuzz maar van Pouw Vervoer. Rijdt bij Pouw Vervoer onder nummers 1201 en 1204. |            |
| 2501-2517 | 17            | 0                | VDL Citea LLE-120                          | 2015                         | LesBuzz, Regio Utrecht, Groningen/Drenthe (streek)                                       | Ex BVG Berlin. 2501-2503 zijn lesbussen. |            |
| 2601-2607 | 7             | 0                | Mercedes-Benz Intouro                      | 2015                         | Zuidoost-Fryslân (lijnen 120 en 121)                                                     | Sinds 11 december 2016 rijdt deze serie voor Arriva als 7541-7547. |            |
| 2601-2603 | 3             | 0                | Scania Citywide LFA                        | 2015                         | Zuid-Holland Noord (KeukenhofBuzz)                                                       | Ex BVG Berlin 4463, 4497, 4500. |            |
| 2650 | 1             | 1                | Setra S 415 LE Business                    | 2017                         | Regio Utrecht                                                                            | Deze bussen zijn niet van Qbuzz maar van Pouw Vervoer. Bij Pouw Vervoer hebben deze bussen de Syntus Utrecht nummers 1650 en 1652 - 1654. |            |
| 2652-2654 | 3             | 3                | Setra S 415 LE Business                    | 2017                         | Regio Utrecht                                                                            | Deze bussen zijn niet van Qbuzz maar van Pouw Vervoer. Bij Pouw Vervoer hebben deze bussen de Syntus Utrecht nummers 1650 en 1652 - 1654. |            |
| 2712, 2714, 2720-2723, 2725, 2726, 2728, 2729, 2731, 2733, 2739-2742, 2747, 2750, 2751, 2753, 2756-2758, 2762-2764, 2767, 2768, 2770, 2773, 2774, 2776, 2777, 2779, 2782-2784, 2814 | 40            | 0                | VDL Citea LLE-120                          | 2012                         | Zuid-Holland Noord                                                                       | Ex-Arriva 87xx, de Arrivanummers zijn bij Qbuzz met 6000 verlaagd. |            |
| 2710, 2711 | 2             | 0                | Volvo 7900A Hybrid                         | 2015                         | Zuid Holland Noord                                                                       | Ex-Volánbusz MYK-375 en MYK-384 |            |
| 2715-2719 | 5             | 0                | Volvo 7900A Hybrid                         | 2014                         | Zuid-Holland Noord (KeukenhofBuzz)                                                       | Ex Hamburger Hochbahn 7473, 7474, 7476, 7483, 7484. |            |
| 2724 | 1             | 1                | Setra S 418 LE Business                    | 2017                         | Regio Utrecht                                                                            | Deze bus is niet van Qbuzz maar van Pouw Vervoer. Hier heeft de bus het nummer 1724. |            |
| 3001-3020 | 20            | 0                | Mercedes-Benz Citaro (O530)                | 2009                         | Groningen/Drenthe (stad)                                                                 | 3004 en 3009 zijn uitgebrand. 3011 en 3014 reden op stadsdienst Assen. |            |
| 3021-3025 | 6             | 0                | Mercedes-Benz Citaro (O530)                | 2010                         | Groningen/Drenthe (stad)                                                                 | 3025 brandde op 6 augustus 2019 gedeeltelijk uit bij P+R Hoogkerk. |            |
| 3026, 3027 | 2             | 0                | Ebusco 2.1                                 | 2017                         | Groningen/Drenthe (streek)                                                               | |            |
| 3028, 3029 | 2             | 0                | Van Hool newA330FC                         | 2013 (in gebruik sinds 2017) | Groningen/Drenthe                                                                        | Ex Riviera Trasporti San Remo, werden ingezet vanuit Appingedam |            |
| 3030-3033 | 4             | 0                | Mercedes-Benz Citaro C2 Compact Hybrid     | 2017                         | Groningen/Drenthe (stadsdienst Emmen)                                                    | Hybride bussen. |            |
| 3050-3079 | 30            | 0                | Mercedes-Benz Citaro (O530G)               | 2009/2010                    | Groningen/Drenthe (stadsdiensten en Qlink), Regio Utrecht (streeklijnen en U-link)       | - 3050, 3051, 3052, 3056, 3057, 3058, 3063, 3068 en 3075 in Q-link-paars huisstijl - 3062, 3067, 3071 en 3072 in Q-link-rood huisstijl. - 3052, 3062, 3068 en 3097 reden tot na 2019 in Groningen-Drenthe. - 3053, 3054, 3073, 3077 en 3079 reden in Utrecht. - 3055, 3061, 3064 en 3070 verkocht aan Arriva Brabant. - 3059, 3065, 3069 en 3076 zijn geëxporteerd. |            |
| 3090-3097 | 8             | 0                | Mercedes-Benz Citaro (O530G)               | 2009/2010                    | Groningen/Drenthe (P+R Citybus)                                                          | 3096 en 3097 in Q-link paars huisstijl. 3090-3095 per 1 maart 2014 en 3096 in 2020 retour naar Evobus. |            |
| 3100-3326 | 227           | 20               | Mercedes-Benz Citaro (O530LE)              | 2009/2010                    | Groningen/Drenthe (streek), DMG                                                          | 3301-3309 en 3132 reden in Friesland (met pompeblêden). 3284 uitgebrand. 3165, 3184, 3209, 3210, 3222-3226, 3228, 3229, 3230, 3232, 3261, 3267, 3272, 3276, 3292, 3295 en de 3296 zijn tussen februari en april 2013 geëxporteerd. Van december 2013 tot maart 2014 reden 3211, 3212, 3214 en 3219 in Utrecht op lijn 4. Deze bussen bleven in de concessie Regio Utrecht wegens materieeltekort daar, en zijn ingezet op de streekdienst en omgestickerd. Hierdoor kwamen vier Ambassadors op de stadsdienst te rijden. In januari 2014 werden de 3107, 3131, 3132, 3248, 3252, 3259, 3263, 3266, 3269, 3273 en 3275 afgevoerd. De 3114, 3116, 3195, 3198, 3201, 3202, 3205 en 3316 reden in de concessie Regio Utrecht. 3246 en 3247 reden op Airportlink lijn 100 in een speciale huisstijl. 3165 in 2019 uitgebrand. De 3122, 3129, 3144, 3201, 3207, 3213, 3241-3243 reden in de Drechtsteden. 3133, 3142, 3145, 3147, 3151, 3160, 3168, 3187, 3211, 3219, 3231, 3236-3238, 3279, 3282, 3287, 3315, 3319, 3322 rijden anno mei 2024 nog in Groningen-Drenthe. |            |
| 3153 | 1             | 0                | Caetano VIAbus                             | 2004                         | Rotterdam e.o.                                                                           | Reed tijdelijk in Rotterdam vanwege het feit dat de nieuwe bussen nog geen OV-chipkaartlezers ingebouwd hadden. Ex-Connexxion 3153. |            |
| 3327-3368 | 42            | 41               | Mercedes-Benz Citaro 2 LE                  | 2016                         | Groningen/Drenthe (streek), Regio Utrecht (U-OV)                                         | Hebben inmiddels een grijs/geel uiterlijk voor de nieuwe concessie. De 3329, 3330 en 3333 hebben in september 2022 tijdelijk in Utrecht gereden. Sinds februari 2023 rijden de 3330, 3332 en 3333 definitief in Utrecht, later in 2023 kwamen ook de 3327-3329, 3331, 3334, 3336-3345, 3351-3353 in Utrecht rijden. |            |
| 3400-3408 | 9             | 9                | Mercedes-Benz CapaCity (O530GL)            | 2013                         | Groningen/Drenthe (Q-link 15)                                                            | Extra lange gelede stadsbus. Deze bussen hebben onder meer een speciale huisstijl (zilver/zwart/oranje) en een luxueuzer interieur. |            |
| 3409-3412 | 4             | 4                | Mercedes-Benz CapaCity L                   | 2017                         | Groningen/Drenthe (eerst Q-link 3, nu Q-link 6)                                          | Extra lange gelede stadsbus. Deze bussen hebben onder meer een speciale huisstijl (eerst zilver/zwart/blauw, daarna zilver/zwart/paars) en een luxueuzer interieur. |            |
| 3420-3447 | 28            | 28               | Mercedes-Benz Citaro 2 G                   | 2013                         | Regio Utrecht (U-OV) (U-links 34, 73 en 77), Groningen/Drenthe (Q-link)                  | Deze bussen reden eerst in de Q-link huisstijl: 3420-3423 in Q-link-groen (verhuisden niet naar Utrecht, maar bleven in neutrale Q-link kleur in GD), 3424-3447 in Q-link-blauw (verhuisden wel naar Utrecht). |            |
| 3448-3462 | 15            | 15               | Mercedes-Benz Citaro 2 G                   | 2016                         | Groningen/Drenthe (Q-links 5 en 6, streek), Fryslân                                      | Deze bussen hebben onder meer een speciale huisstijl (zilver/zwart/paars) en een luxueuzer interieur. 3448-3451 kregen begin 2021 de GD-streek huisstijl. 3452-3455 volgden in 2022. De 3448-3453 rijden sinds 15 december 2024 in Fryslân. |            |
| 3471-3480 | 10            | 10               | VDL Citea SLFA-181 BRT electric            | 2017                         | Groningen/Drenthe (Q-links 1 en 2)                                                       | Deze elektrische bussen hebben onder meer een speciale huisstijl (zilver/zwart/groen) en een luxueuzer interieur. |            |
| 3490-3492 | 3             | 0                | Hess lighTram                              | 2014 (bouwjaar 2012)         | Groningen/Drenthe (Q-link 11)                                                            | Gingen per 7 juli 2016 naar Utrecht als 4218-4220. |            |
| 3500-3523 | 24            | 0                | Mercedes-Benz Citaro (O530G)               | 2009/2010                    | Groningen/Drenthe (streek), Regio Utrecht (U-OV)                                         | Enkele bussen reden in 2020 en 2021 tijdelijk in Utrecht. Daarvan bleven de 3504-3513, 3515 en 3517-3523 tot en met 2024 in Utrecht met de U-OV huisstijl, ze kunnen echter nog wel ingezet worden bij werkzaamheden aan de trambaan. De 3500, 3520 en 3521 zijn geëxporteerd. |            |
| 3600-3640 | 41            | 0                | Mercedes-Benz Integro                      | 2009/2010                    | Groningen/Drenthe (Qliner), Zuidoost-Fryslân (Qliner)                                    | Voor de Qliner huurde Qbuzz in het begin versterkingsbussen in van TCR (74 t/m 77) en Drenthe Tours. De 3600 is tijdens de zomervakantie in 2014 door een privépersoon gehuurd van EvoBus voor treinvervangend vervoer. 3601, 3603, 3604, 3608 t/m 3625 en 3627 t/m 3630 werden in 2014 overbodig na de instroom van nieuwe bussen en zijn geëxporteerd. |            |
| 3650-3675 | 26            | 11               | Mercedes-Benz Integro L                    | 2014                         | Groninge, Drenthe & Fryslân (Qliner), DMG (snelBuzz)                                     | 3657, 3661 en 3664 reden tot 2023 in DMG. 3660, 3667, 3668, 3670 en 3673 rijden in Fryslân. |            |
| 3691-3695 | 5             | 5                | Van Hool TDX27 Astromega                   | 2017                         | Groningen/Drenthe (Qliner)                                                               | Dit zijn de eerste dubbeldekkers die op de Nederlandse lijndienst zijn ingezet. Ze rijden sinds 1 november 2017. |            |
| 3701-3724 | 24            | 0                | Mercedes-Benz Citaro (O530Ü)               | 2001                         | Groningen/Drenthe                                                                        | In Groningen en Drenthe kwam men in de beginperiode bussen te kort. Daarom werden er tijdelijk 24 bussen gehuurd. Dit waren ex BBA/Veolia 636-644, 646-658, 660 en één ex Juijn Rossum. De bussen reden af en toe ook op de lijnen in Zuidoost-Fryslân. |            |
| 3800-3803 | 4             | 0                | Mercedes-Benz Sprinter                     | 2009                         | Groningen/Drenthe                                                                        | Achtpersoonsbus voor personeelsvervoer te Groningen. 3800 werd eind 2011 tijdelijk ingezet als buurtbus in Oosterwolde. |            |
| 3880-3885 | 6             | 0                | Mercedes-Benz Sprinter City                | 2014                         | Groningen/Drenthe                                                                        | Reden in de regio Winschoten en een bus werd in Leek ingezet. Reden van december 2016 tot 1 juli 2017 bij Syntus Utrecht. De 3881, 3884 en 3885 zijn daarna naar Utrecht gegaan als 4370-4372. De 3880, 3882 en 3883 zijn naar Arriva in Leiden gegaan. |            |
| 3930 | 1             | 1                | Tribus Civitas                             | 2016                         |                                                                                          | Ex-Hermes/Connexxion 7484 |            |
| 4001-4066 | 66            | 65               | Mercedes-Benz Citaro 2                     | 2013                         | Regio Utrecht (U-OV)                                                                     | De 4033 is in de nacht van 13 januari 2023 afgebrand. De 4001-4016 rijden bij Pouw Vervoer. De 4066 rijdt in U-link huisstijl. |            |
| 4101-4166 | 66            | 65               | Mercedes-Benz Citaro 2 G                   | 2013                         | Regio Utrecht (U-OV)                                                                     | De 4150-4155 rijden bij Pouw Vervoer. De 4157-4166 rijden in U-link huisstijl. De 4109 is begin 2022 gesloopt. |            |
| 4167-4172 | 6             | 5                | Mercedes-Benz Citaro 2 G                   | 2014                         | Regio Utrecht (U-OV) (U-link)                                                            | De 4171 is in de nacht van 13 januari 2023 afgebrand. |            |
| 4173-4176 | 4             | 4                | Mercedes-Benz Citaro 2 G                   | 2015                         | Regio Utrecht (U-OV) (U-link)                                                            | |            |
| 4201-4217 | 17            | 7                | Van Hool newAGG300                         | 2014                         | Regio Utrecht (U-OV) (U-link 28)                                                         | De 4201, 4204, 4206, 4208 - 4211, 4213, 4214 en 4217 zijn in de nacht van 13 januari 2023 afgebrand. |            |
| 4218-4220 | 3             | 0                | Hess lighTram                              | 2012                         | Regio Utrecht (U-OV) (U-link 28)                                                         | Hybride dubbelgelede bussen. Reden eerst in de concessie GD als 3490-3492 (zijn sinds 2022 niet meer in dienst). |            |
| 4221-4230 | 10            | 10               | Mercedes-Benz CapaCity L                   | 2017                         | Regio Utrecht (U-OV) (U-link 28)                                                         | Overgenomen van Connexxion (ex 9341, 9345, 9349, 9351-9353, 9355, 9356, 9360, 9361). |            |
| 4251-4270 | 20            | 0                | Van Hool newAGG300                         | 2002-2004                    | Regio Utrecht (U-OV)                                                                     | Gehuurd van GVU. Tijdelijk in dienst totdat de nieuwe dubbelgelede bussen waren ingestroomd. Werden vanaf week 7 in 2014 per week een voor een vervangen met de instroom van de nieuwe dubbelgelede bussen. (ex GVU 4908-4927 en droegen nog de GVU huisstijl, met logo's van U-OV). Drie bussen werden tot juni 2014 tijdelijk rond Groningen gebruikt voor instructieritten ten behoeve van de nieuwe Hess lighTrams. |            |
| 4301-4303 | 3             | 0                | Optare Solo EV                             | 2013                         | Regio Utrecht (U-OV) (lijn 2)                                                            | Volledig elektrische minibussen (uit dienst en afgevoerd). |            |
| 4304 | 1             | 0                | Heuliez GX 127                             | 2010                         | Regio Utrecht (U-OV) (lijn 2)                                                            | Tijdelijke bus in afwachting van nieuwe elektrische bussen. |            |
| 4305 | 1             | 0                | Heuliez GX 127                             | 2012                         | Regio Utrecht (U-OV) (lijn 2)                                                            | Tijdelijke bus in afwachting van nieuwe elektrische bussen. |            |
| 4306 | 1             | 0                | Heuliez GX 137                             | 2014                         | Regio Utrecht (U-OV) (lijn 2)                                                            | Tijdelijke bus in afwachting van nieuwe elektrische bussen. |            |
| 4307-4309 | 3             | 3                | Iveco Bus E-WAY 10.7                       | 2021                         | Regio Utrecht (U-OV) (lijn 2)                                                            | Volledig elektrische minibussen. |            |
| 4320-4332 | 13            | 12               | Altas Cityline                             | 2018                         | Regio Utrecht (U-OV)                                                                     | Deze serie rijdt bij Pouw Vervoer voor Qbuzz. De 4324 is geëxporteerd. |            |
| 4351-4360 | 10            | 0                | Mercedes-Benz Sprinter                     | 2013                         | Regio Utrecht (U-OV)                                                                     | Rijden sinds 2014 in de lijndienst. Deze serie was eigendom van Connexxion Taxi Services. De 4356 is door Pouw Vervoer overgenomen. |            |
| 4361-4362 | 2             | 0                | Mercedes-Benz Sprinter City                | 2011                         | Regio Utrecht (U-OV)                                                                     | Deze bussen waren reserve voor lijn 2. Voormalig Connexxion Taxi Services 46676 en 46677. |            |
| 4363 | 1             | 0                | Mercedes-Benz Sprinter City                | 2014                         | Regio Utrecht (U-OV)                                                                     | |            |
| 4370-4372 | 3             | 0                | Mercedes-Benz Sprinter City                | 2014                         | Regio Utrecht (U-OV) (lijn 2), DMG (stadsBuzz lijnen 1 (Gorinchem) en 10 (Drechtsteden)) | Voorheen Syntus 1161, 1163 en 1164, daarvoor Groningen-Drenthe 3881, 3884 en 3885. |            |
| 4373-4375 | 3             | 0                | Mercedes-Benz Citaro G                     | 2004                         | Regio Utrecht (U-OV)                                                                     | Ex-Connexxion 9127, 9133, 9136. |            |
| 4376-4381 | 6             | 0                | Mercedes-Benz Citaro G                     | 2004                         | Regio Utrecht (U-OV) (eerst lijnen 12 en 18, daarna tramvervangend vervoer)              | Deze serie reed bij Pouw Vervoer voor Qbuzz. |            |
| 4385-4387 | 3             | 2                | Tribus Civitas Economy                     | 2019                         | Regio Utrecht (U-OV)                                                                     | Pouw Vervoer rijdt/reed deze serie voor Qbuzz. De 4385 is naar Next gegaan als 1178, die daar in opdracht van Connexxion rijdt. |            |
| 4401-4531 | 131           | 0                | VDL Berkhof Ambassador ALE120              | 2008                         | Regio Utrecht (U-OV)                                                                     | Overgenomen van Connexxion (ex 3159-3289). 4404 is in 2020 uitgebrand. |            |
| 4551-4561 | 11            | 10               | Mercedes-Benz Citaro G                     | 2008                         | Regio Utrecht (U-OV)                                                                     | Overgenomen van Connexxion (ex 9228-9238). 4558 is in 2019 uitgebrand. |            |
| 4601-4610 | 10            | 10               | Ebusco 2.1                                 | 2017                         | Regio Utrecht (U-OV) (lijn 1)                                                            | |            |
| 4611 | 1             | 1                | Ebusco 2.0                                 | 2017                         | Regio Utrecht (U-OV) (lijn 1)                                                            | Extra bus voor lijn 1 sinds mei 2019 |            |
| 4650-4669 | 20            | 20               | Ebusco 2.2 LE                              | 2019                         | Regio Utrecht (U-OV) (U-links 34 en 50)                                                  | |            |
| 4701-4715 | 15            | 15               | Setra S 418 LE Business                    | 2019                         | Regio Utrecht (U-OV) (U-links 41 en 50)                                                  | |            |
| 4801-4835 | 35            | 35               | Heuliez GX 437 ELEC Linium                 | 2020                         | Regio Utrecht (U-OV) (lijnen 3, 7 en 8)                                                  | |            |
| 6101-6139 | 39            | 37               | Ebusco 2.2 LF                              | 2018                         | DMG (stadsBuzz Drechtsteden), Fryslân                                                    | De 6138 en 6139 zijn naar München gegaan als 4011 en 4012. De 6138/4011 keerde in 2024 terug naar Nederland in RMV/Traffiq kleuren, om een jaar later bij Connexxion te gaan rijden als 2098. De 6136 en 6137 rijden tijdelijk in de concessie Fryslân. |            |
| D6101-D6135 | 35            | 0                | MAN Lion's City TÜ (A78)                   | 2007                         | DMG (stadsBuzz Drechtsteden)                                                             | Deze voormalige Connexxion-bussen uit de serie 3813-3941 uit 2007, die voorheen in Amstelland-Meerlanden reden, waren tijdelijk voor de stadsdienst van Dordrecht en R-net totdat de Ebusco's zijn ingestroomd. |            |
| 6146-6148 | 3             | 3                | BYD K7U                                    | 2018                         | DMG (streekBuzz)                                                                         | Ex-Connexxion 7551, 7562 en 7553 |            |
| 6151-6156 | 6             | 3                | Rošero First (elektrisch)                  | 2017/2018                    | DMG (stadsBuzz Drechtsteden lijn 10)                                                     | 6151-6153 zijn ex-Arriva 6091-6093. |            |
| 6161, 6162 | 2             | 0                | VDL Citea LLE-99 electric                  | 2017                         | DMG (stadsBuzz Gorinchem)                                                                | Ex-Arriva 9641 en 9642. |            |
| 6163-6171 | 9             | 0                | Volvo 7700                                 | 2011                         | DMG (stadsBuzz Drechtsteden)                                                             | Tijdelijke bussen ter vervanging voor nog niet ingestroomde Ebusco's. Ex-Arriva. |            |
| 6201-6222 | 22            | 22               | Scania-Higer A30                           | 2018                         | DMG (snelBuzz)                                                                           | |            |
| 6301-6328 | 28            | 28               | Iveco Bus Crossway LE 13 m                 | 2018                         | DMG (R-net)                                                                              | TCR reed met de 6319-6328 tot 2020 voor Qbuzz. |            |
| 6329, 6340 | 2             | 1                | Iveco Bus Crossway LE 13 m                 | 2019                         | DMG (R-net)                                                                              | TCR heeft met de 6329 gereden voor Qbuzz. |            |
| 6401-6416 | 16            | 16               | Iveco Bus Crossway LE 13 m                 | 2018                         | DMG (snelBuzz/R-net)                                                                     | Gehele serie was oorspronkelijk uitgevoerd als snelBuzz. 6401-6412 zijn tussen 2020 en 2022 in R-net huisstijl gebracht. |            |
| 6501-6522 | 22            | 22               | Iveco Bus Crossway LE 13 m                 | 2018                         | DMG (streekBuzz/R-net)                                                                   | Gehele serie was oorspronkelijk uitgevoerd als streekBuzz. 6501-6509 zijn in 2022 in R-net huisstijl gebracht. 6510 kreeg in 2025 de R-net huisstijl. |            |
| 6601-6610 | 10            | 10               | Rošero First (diesel)                      | 2018                         | DMG (streekBuzz)                                                                         | Tot 3 januari 2021 reed Juijn met deze bussen voor Qbuzz. |            |
| 6651-6656 | 6             | 0                | Tribus Civitas                             | 2018                         | DMG (stad + streekBuzz)                                                                  | Reden bij Juijn voor Qbuzz. |            |
| 6657-6664 | 8             | 8                | Tribus Civitas                             | 2018                         | DMG (buurtBuzz), Regio Utrecht (lijn 565)                                                | Alleen de 6664 rijdt in de regio Utrecht. |            |
| 6681-6683 | 3             | 3                | Tribus Civitas                             | 2019                         | DMG (streekBuzz)                                                                         | Ex-Syntus Twente 322, 326 en 328 |            |
| 6684-6689 | 6             | 6                | Tribus Civitas                             | 2018                         | DMG (streekBuzz), Regio Utrecht (lijn 565)                                               | Ex-Syntus Twente 316-321, alleen de 6684 rijdt in de regio Utrecht. |            |
| 7001-7032 | 32            | 32               | VDL Citea SLF-120 electric                 | 2019                         | Groningen/Drenthe (stad), Fryslân                                                        | 7029-7032 rijden op de Waddeneilanden |            |
| 7050-7060 | 11            | 11               | VDL Citea SLFA-180 electric                | 2019                         | Groningen/Drenthe (stad)                                                                 | |            |
| 7101-7124 | 24            | 24               | Mercedes-Benz Citaro 2 LE                  | 2019                         | Groningen/Drenthe (streek)                                                               | |            |
| 7201-7230 | 30            | 30               | Van Hool newA330FC                         | 2020                         | Groningen/Drenthe (streek)                                                               | |            |
| 7301-7360 | 60            | 60               | Ebusco 2.2 LE                              | 2019                         | Groningen/Drenthe (streek)                                                               | |            |
| 7401-7449 | 49            | 49               | Heuliez GX 437 ELEC Linium                 | 2019                         | Groningen/Drenthe (Q-links 3 t/m 6)                                                      | Oorspronkelijk waren er 59 van deze bussen besteld. |            |
| 7468-7477 | 10            | 10               | Mercedes-Benz eCitaro G                    | 2024                         | Groningen-Drenthe (Q-link 15)                                                            | In Q-link neutrale kleurstelling met kleuren van alle lijnen. |            |
| 7501-7522 | 22            | 22               | Mercedes-Benz Citaro 2 G                   | 2019                         | Groningen/Drenthe (streek)                                                               | |            |
| 7523-7547 | 25            | 25               | Mercedes-Benz eCitaro G                    | 2024                         | Groningen/Drenthe                                                                        | In nieuwe gele/lichtgrijze huisstijl (zonder onderscheid tussen stad en streek). |            |
| 7601-7649 | 49            | 49               | Setra S 419 UL                             | 2019                         | Groningen, Drenthe & Fryslân (Qliner)                                                    | 7607-7620 rijden in Fryslân. |            |
| 7651-7661 | 11            | 11               | MAN Lion's City L LE                       | 2017                         | Groningen/Drenthe (Qliner)                                                               | Tijdelijke bussen afkomstig van Bliva Buss uit Zweden. |            |
| 7662-7666 | 5             | 5                | Volvo 8900 BLE                             | 2018                         | Groningen/Drenthe (Qliner)                                                               | Tijdelijke bussen afkomstig van Bliva Buss uit Zweden. |            |
| 7667 | 1             | 1                | Volvo 8900 LE                              | 2018                         | Groningen/Drenthe (Qliner)                                                               | Tijdelijke bus afkomstig van Bliva Buss uit Zweden. |            |
| 7684-7687 | 4             | 4                | Van Hool TDX27 Astromega                   | 2019                         | Groningen/Drenthe (Qliner)                                                               | |            |
| 7701-7754 | 54            | 0                | Yutong U15                                 | 2025                         | Groningen/Drenthe (Qliner)                                                               | In aanbouw. |            |
| 7901-7923 | 23            | 13               | Tribus Civitas                             | 2019                         | Groningen/Drenthe (streek)                                                               | Deze serie rijdt Taxi Dorenbos voor Qbuzz. De 7905, 7907, 7908-7910, 7911, 7915, 7918, 7920 en 7923 zijn vernummerd naar 8905, 8906, 8907, 8904, 8909, 8908, 8902, 8903, 8910 en 8901 (in die volgorde). |            |
| 8001-8015 | 15            | 15               | Iveco Bus E-WAY 10.7                       | 2024                         | Zuid-Holland Noord (stadsBuzz Alphen aan den Rijn en Gouda)                              | |            |
| 8051-8073 | 23            | 23               | Iveco Bus E-WAY 12                         | 2024                         | Zuid-Holland Noord (stadsBuzz Leiden)                                                    | |            |
| 8100-8122 | 23            | 23               | Volvo 7900 Electric                        | 2019                         | Zuid-Holland Noord (streekBuzz)                                                          | Overgenomen van Arriva (ex 4801-4823), reden op de stadsdienst van Leiden. |            |
| 8123-8150 | 28            | 28               | VDL Citea LLE-120                          | 2016                         | Zuid-Holland Noord (snelBuzz, streekBuzz en R-net)                                       | Afkomstig uit IJsland (Kynnisferðir Reykjavik). Tijdelijke bussen in afwachting van de instroom van Yutong bussen. R-net: 8123-8125, 8128, 8130, 8131 snelBuzz: 8127, 8129, 8132-8150 streekBuzz: 8126 |            |
| 8151-8180 | 30            | 27               | VDL Citea LLE-120                          | 2015                         | Zuid-Holland Noord (streekBuzz)                                                          | Afkomstig uit Duitsland (BVG Berlijn). Tijdelijke bussen in afwachting van voldoende stroom voor elektrische bussen. |            |
| 8201-8302 | 102           | 102              | Iveco Bus Crossway LE ELEC 12 m (facelift) | 2024                         | Zuid-Holland Noord (streekBuzz)                                                          | |            |
| 8351-8362 | 12            | 12               | Volvo 7900 Hybrid                          | 2014                         | Zuid-Holland Noord (streekBuzz)                                                          | Afkomstig uit Noorwegen (VyBuss). |            |
| 8601-8656 | 56            | 0                | Yutong U13                                 | 2025                         | Zuid-Holland Noord (snelBuzz)                                                            | In aanbouw. |            |
| 8701-8750 | 50            | 50               | Yutong U15                                 | 2024                         | Zuid-Holland Noord (R-net)                                                               | |            |
| 8751-8756 | 6             | 0                | Yutong U15                                 | 2025                         | Zuid-Holland Noord (R-net)                                                               | In aanbouw. |            |
| 8901-8910 | 10            | 10               | Tribus Civitas                             | 2019                         | Zuid-Holland Noord (buurtBuzz en flexBuzz)                                               | Ex Qbuzz GD 7923, 7915, 7918, 7909, 7905, 7907, 7908, 7911, 7910 en 7920 |            |
| 8911, 8912 | 2             | 2                | Tribus Civitas                             | 2017                         | Zuid-Holland Noord (pendelBuzz)                                                          | Ex Syntus Twente 312 en 313 |            |
| 9991 | 1             | 0                | Ebusco 2.0                                 | 2016                         | Groningen/Drenthe (Airportlink 100)                                                      | Demobus |            |
| 9992 | 1             | 0                | Ebusco 2.0                                 | 2017                         | Groningen/Drenthe (Airportlink 100)                                                      | Demobus |            |
| Geen | 4             | 0                | Volkswagen Crafter Volt                    | 2008                         | Zuidoost-Fryslân (buurtbus)                                                              | Werden tot 21 december 2013 ingezet op de vier buurtbuslijnen. Waren aan vervanging toe vanwege de hoge kilometerstand. Enkele bussen uit deze serie reden in Groningen en Drenthe. |            |
| Geen | 4             | 0                | Mercedes-Benz Sprinter                     | 2013                         | Zuidoost-Fryslân (buurtbus)                                                              | |            |
| n.n.b. | 1             | 1                | Iveco Crossway LE ELEC 13 m                | 202?                         | Fryslan                                                                                  | Deze bus rijdt op Ameland |            |
| n.b. | 1             | 0                | Volvo 7900 Hybrid                          | 2016                         | Zuid-Holland Noord                                                                       | Ex Arriva 7299. Tijdelijke bus wegens opstartproblemen. |            |
| n.b. | 1             | 0                | VDL Citea SLF-120                          | 2011                         | Zuid-Holland Noord                                                                       | Ex Schiphol 150, was oorspronkelijk GVB 1115. Tijdelijke bus wegens opstartproblemen. |            |
| n.b. | 8             | 0                | Irisbus Citelis CNG 12                     | 2013                         | Zuid-Holland Noord                                                                       | Ex Arriva 6607-6614. Tijdelijke bussen wegens opstartproblemen. |            |
| n.b. | 3             | 0                | Iribus Citelis CNG 10                      | 2013                         | Zuid-Holland Noord                                                                       | Ex Arriva 6472-6474. Tijdelijke bussen wegens opstartproblemen. |            |
| n.b. | 1             | 0                | Mercede-Benz Citaro G                      | 2009                         | Zuid-Holland Noord                                                                       | Ex Arriva 0287, was oorspronkelijk Qbuzz 3064. Tijdelijke bus wegens opstartproblemen. |            |

Het publieke vervoer in Groningen en Drenthe (vroeger bekend als kleinschalig openbaar vervoer) is door OV-bureau Groningen Drenthe apart aanbesteed en aan andere bedrijven gegund.

### Trammaterieel
Naast de bussen die Qbuzz van Connexxion en GVU overnam voor de concessie Regio Utrecht, reed Qbuzz ook met de 26 Zwitserse trams. De trams waren eigendom van het Bestuur Regio Utrecht, die ook het onderhoud aan deze trams uitvoerde. Qbuzz leverde alleen trambestuurders. De trams zijn tussen 2010 en 2013 in- en uitwendig gerenoveerd. Tussen 2019 en 2021 werden deze trams vervangen door Spaanse lagevloertrams. Dit kwam mede door de leeftijd van de Zwitserse trams en doordat deze trams een hoge vloer hadden en er voor de uitbreiding van het tramnetwerk lagevloertrams gewenst waren door het BRU.
| Series                                   | Totaal aantal | Aantal in dienst | Type                    | Bouwjaar  | Concessie     | Herkomst                                                | Opmerkingen | Afbeelding |
| ---------------------------------------- | ------------- | ---------------- | ----------------------- | --------- | ------------- | ------------------------------------------------------- | --- | ---------- |
| 5001-5027                                | 27            | 0                | Zwitserse trams         | 1982-1983 | Regio Utrecht | Eigendom Bestuur Regio Utrecht, later provincie Utrecht | Tram 5018 raakte in 2010 zwaar beschadigd door een aanrijding en werd in 2013 gesloopt. De rest volgde in 2020, alleen de 5017 bleef bewaard en ging naar het Nederlands Transport Museum in Nieuw-Vennep. |            |
| 6001-6027                                | 27            | 27               | CAF Urbos 100 (5-delig) | 2017      | Regio Utrecht | Eigendom provincie Utrecht                              | Ten behoeve van de Uithoflijn. |            |
| 6051-6077                                | 27            | 27               | CAF Urbos 100 (7-delig) | 2020      | Regio Utrecht | Eigendom provincie Utrecht                              | Ten behoeve van de aangepaste SUNIJ-lijn. In de eerste instantie werden er 22 trams besteld en in november 2020 werd er nog 5 extra trams besteld.                                                         |            |
| 4905, 4916, 4925, 4929, 4943, 4947, 4948 | 7             | 0                | Weense trams E6         |           | Regio Utrecht | Weense Stadtbahn                                        | Motorwagens. Vormden driewagenstellen samen met bijwagens. Reden alleen als spitstrams. Zijn in juli 2014 afgevoerd.                                                                                       |            |
| 1935, 1937, 1941                         | 3             | 0                | Weense trams C6         |           | Regio Utrecht | Weense Stadtbahn                                        | Bijwagens. Vormden driewagenstellen samen met motorwagens. Reden alleen als spitstrams. Zijn in juli 2014 afgevoerd.                                                                                       |            |

### Treinmaterieel

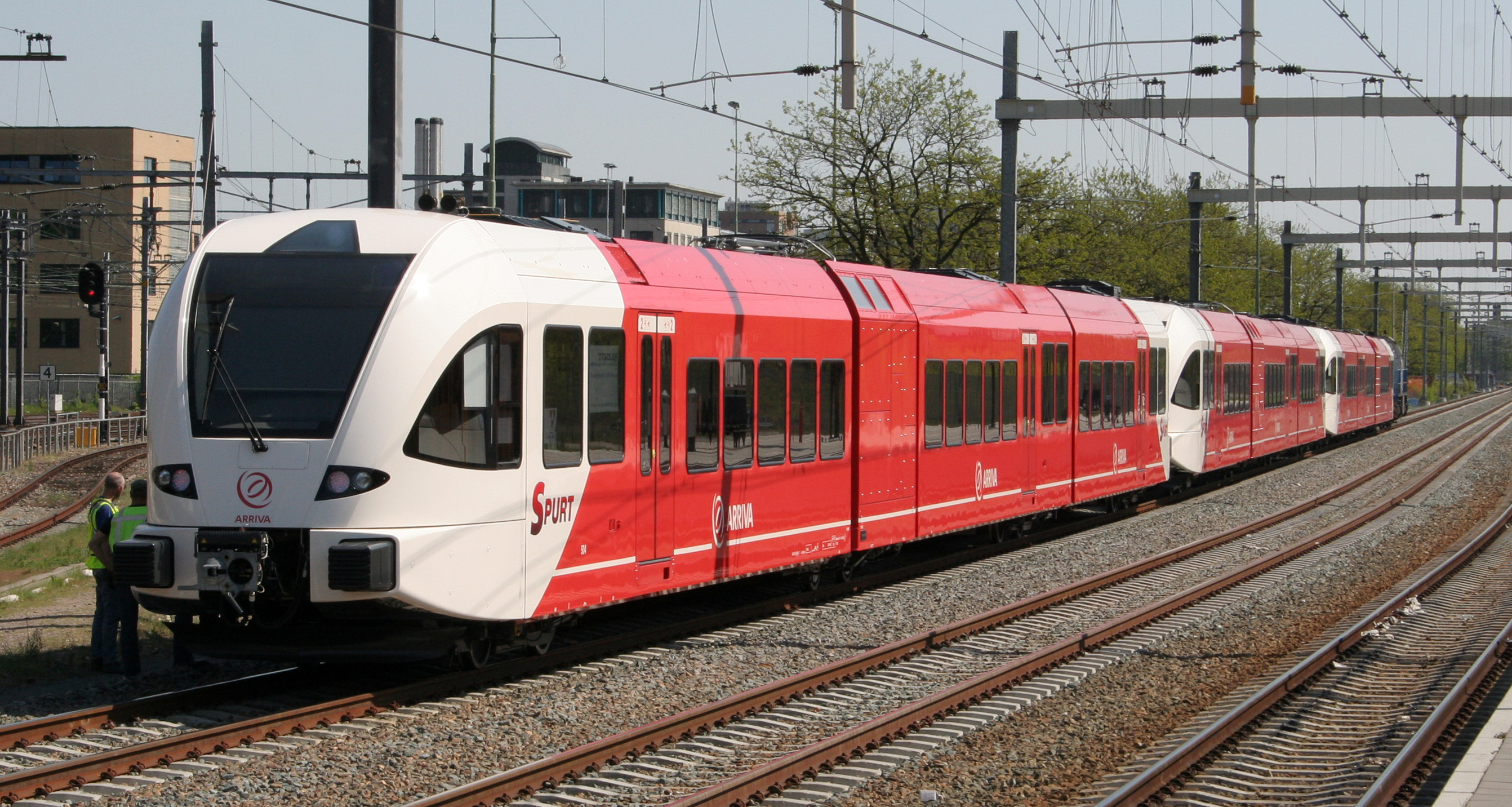
De oude MerwedeLingelijn treinen

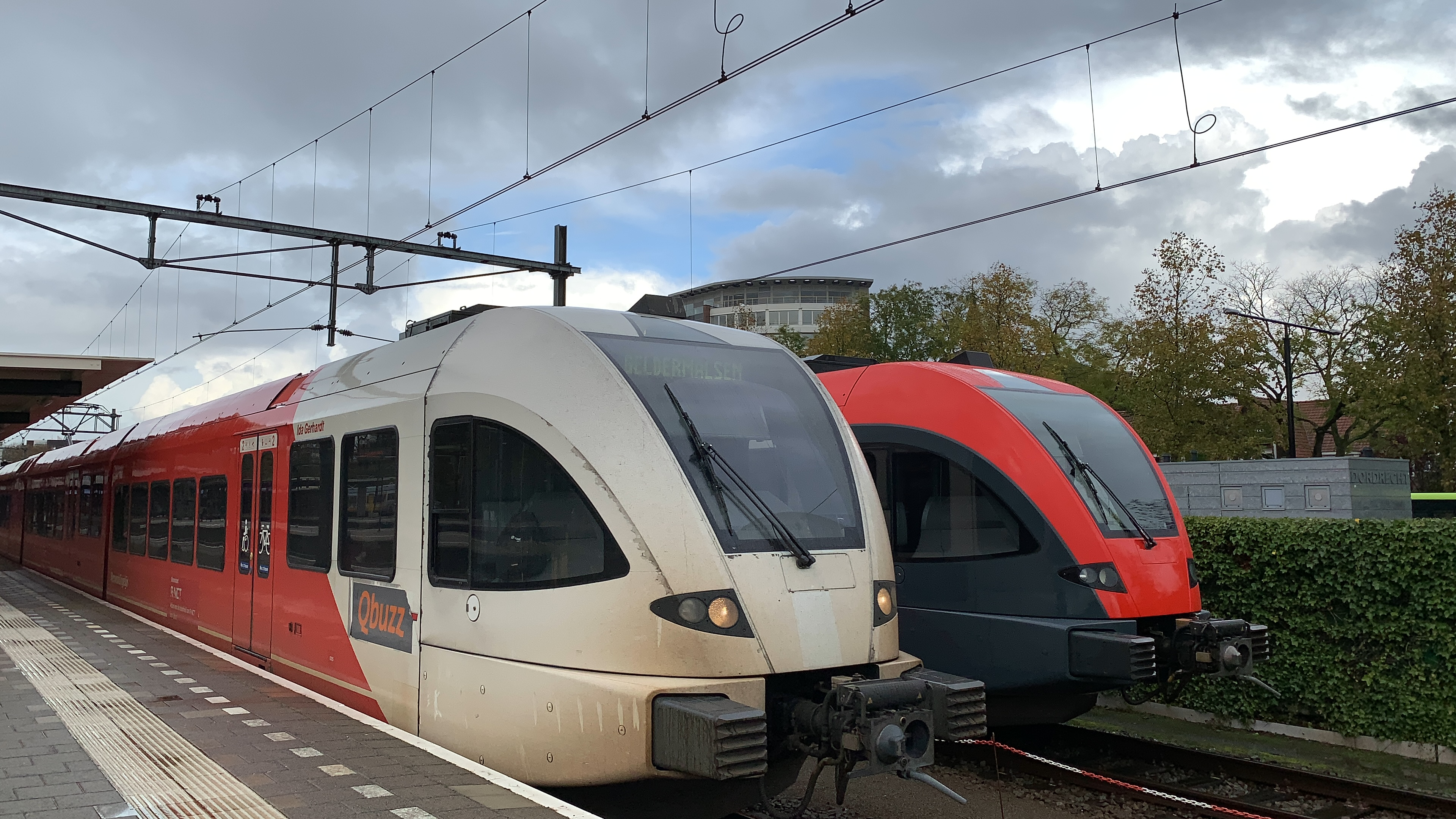
Een Stadler GTW in de oude, en nieuwe kleuren

Op 9 december 2018 nam Qbuzz de MerwedeLingelijn over van Arriva. Qbuzz nam de tien bestaande treinstellen over die rijden onder de R-net formule. In 2019 en 2020 zijn de treinen onder andere voorzien van nieuwe stoelen, USB aansluitingen, nieuwe informatieschermen en is de buitenkant voorzien van R-net kleuren. De namen van bekende personen in de omgeving van de MerwedeLingelijn zijn bij de vernieuwing verwijderd. Het is niet bekend of deze namen terugkeren.
| Qbuzz stelnummer | Ex Arriva stelnummer | Naam (bij Arriva)   | Type                | Concessie              | Opmerking                                         |
| ---------------- | -------------------- | ------------------- | ------------------- | ---------------------- | ------------------------------------------------- |
| 6350             | 10 407               | Frank Wels          | Stadler GTW-EMU 2/6 | DMG / MerwedeLingelijn |                                                   |
| 6351             | 10 408               | Trijntje            | Stadler GTW-EMU 2/6 | DMG / MerwedeLingelijn |                                                   |
| 6352             | 10 501               | Ronald Bandell      | Stadler GTW-EMU 2/8 | DMG / MerwedeLingelijn | Het eerste treinstel dat in Nederland arriveerde. |
| 6353             | 10 502               | Baron van Verschuer | Stadler GTW-EMU 2/8 | DMG / MerwedeLingelijn |                                                   |
| 6354             | 10 503               | Adriaan Volker      | Stadler GTW-EMU 2/8 | DMG / MerwedeLingelijn |                                                   |
| 6355             | 10 504               | Ida Gerhardt        | Stadler GTW-EMU 2/8 | DMG / MerwedeLingelijn |                                                   |
| 6356             | 10 505               | Andries Dirk Copier | Stadler GTW-EMU 2/8 | DMG / MerwedeLingelijn |                                                   |
| 6357             | 10 506               | Maarten Schakel     | Stadler GTW-EMU 2/8 | DMG / MerwedeLingelijn |                                                   |
| 6358             | 10 509               | Jan van Arkel       | Stadler GTW-EMU 2/8 | DMG / MerwedeLingelijn |                                                   |
| 6359             | 10 510               | Hendrik Hamel       | Stadler GTW-EMU 2/8 | DMG / MerwedeLingelijn |                                                   |